# Siwi
Cet article concerne une langue. Pour le peuple siwi, voir Siwis. Pour les autres significations, voir Siwi (homonymie).
Le siwi (berbère : ⵜⴰⵙⵉⵡⵉⵜ, tasiwit , tasiwt ou jlan n Isiwan), est une langue berbère de l'Est parlé par les Siwis, population oasienne sédentaire habitant Siwa et Qara, au nord-ouest de l'Égypte. Elle est la langue maternelle de cette population qui connaît, en langue seconde, également l'arabe égyptien. Le siwi comporte de nombreux emprunts à l'arabe, mais ces emprunts remontent sans doute pour certains à plusieurs siècles.
Siwa (avec également l'oasis de Qara, à environ 75 km au nord-est) est le point le plus oriental de la berbérophonie.
Sans être férocement défendue par ses habitants, cette langue se maintient face à l'arabe et est toujours la première langue parlée et maîtrisée par les enfants de Siwa.